# ICOS
ICOS (англ. Inducible T-cell costimulator) – білок, який кодується однойменним геном, розташованим у людей на короткому плечі 2-ї хромосоми.  Довжина поліпептидного ланцюга білка становить 199 амінокислот, а молекулярна маса — 22 625.
| 10         |  | 20         |  | 30         |  | 40         |  | 50         |
| ---------- |  | ---------- |  | ---------- |  | ---------- |  | ---------- |
| MKSGLWYFFL |  | FCLRIKVLTG |  | EINGSANYEM |  | FIFHNGGVQI |  | LCKYPDIVQQ |
| FKMQLLKGGQ |  | ILCDLTKTKG |  | SGNTVSIKSL |  | KFCHSQLSNN |  | SVSFFLYNLD |
| HSHANYYFCN |  | LSIFDPPPFK |  | VTLTGGYLHI |  | YESQLCCQLK |  | FWLPIGCAAF |
| VVVCILGCIL |  | ICWLTKKKYS |  | SSVHDPNGEY |  | MFMRAVNTAK |  | KSRLTDVTL  |

A: Аланін

C: Цистеїн

D: Аспарагінова кислота

E: Глутамінова кислота

F: Фенілаланін

G: Гліцин

H: Гістидин

I: Ізолейцин

K: Лізин

L: Лейцин

M: Метіонін

N: Аспарагін

P: Пролін

Q: Глутамін

R: Аргінін

S: Серин

T: Треонін

V: Валін

W: Триптофан

Задіяний у такому біологічному процесі як альтернативний сплайсинг. 
Локалізований у клітинній мембрані, мембрані.
Також секретований назовні.